# Lanceros de Zamora Fútbol Club
Lanceros de Zamora fue un equipo de fútbol venezolano que representa a la ciudad de Villa de Cura, estado Aragua, que militó en la Tercera División de Venezuela

## Historia
Debutan en la Tercera División, en la temporada 2010/11; el novel equipo amarillo y púrpura termina en el último lugar del grupo Central I, tras diez fechas, al acumular 7 puntos, producto de dos victorias, ante Estudiantes de Guárico y el Centro Ítalo de Valencia, y un empate; Anotando 9 goles y recibiendo 17. En el torneo Clausura mejoran ostensiblemente su rendimiento; terminando terceros, tras alcanzar tres victorias y un empate en ocho encuentros, al tanto que anotaron 7 goles y recibieron 9.
Debido a que no logran la clasificación a la Segunda División B, temporada 2011/12; deben esperar hasta enero de 2012 para jugar Torneo de Nivelación de la  Tercera División 2012, y luchar su permanencia en los torneos federados. Nuevamente hacen un torneo de bajo nivel, al terminar últimos del Grupo Central II, tras una victoria ante el Casa Portuguesa y tres empates, en diez presentaciones.
A pesar de la actuación del torneo anterior, pueden jugar en la temporada 2012/13 de la Tercera División
, y por vez primera logran un excelente resultado, tras ganar el Grupo Central I, producto de seis victorias y dos empates, en diez presentaciones; anotando 15 goles y recibiendo solamente 5. Esto les permite disputar en el segundo tramo de la temporada, por vez primera el Torneo de Promoción y Permanencia a la Segunda División, ante 7 rivales. Allí logran en el Grupo Oriental, un respetable sexto lugar tras acumular 15 puntos, tras conseguir 4 victorias y 3 empates, marcando 12 goles y recibiendo 23 para una diferencia de (-9).
Para la temporada 2013/14, se ubican en el grupo Occidental II, luego de la 2.ª jornada, lo que provoca una redistribución de equipos. Al finalizar el Clasificatorio 2013, no logran avanzar, al quedar en el tercer lugar, con 10 puntos de 27 disputados. En el Torneo Nivelación 2014 quedan encuadrados en el Grupo Central I, el cual abandonó tras cuatro fechas disputadas, donde perdió 2 de esos cuatro compromisos por incomparecencia, y debido a éstas, fue suspendido por la FVF.

## Estadio
Su sede natural es el Eddy Vargas de Villa de Cura, pero juegan sus partidos en el José Rodríguez Sáez de San Juan de los Morros y en el José Rodolfo Nieto de La Victoria, mientras acondicionan su estadio.

## Datos del club
- Temporadas en 1.ª División: 0
- Temporadas en 2.ª División: 0
- Temporadas en 2.ª División B: 0
- Temporadas en 3.ª División: 4 (2010/11-2013/14)
- Mayor goleada conseguida como local (en Tercera): Lanceros de Zamora 4-1 Ortiz FC (Promoción y Permanencia 2013, fecha 14).[4]
- Mayor derrota encajada como local (en Tercera): Lanceros de Zamora 1-3 UCV Aragua (Apertura 2010) - Lanceros de Zamora 1-3 OD Cachimbos (Nivelación 2012)
- Mayor goleada conseguida como visitante (en Tercera): La Victoria FC 0-7 Lanceros de Zamora (Clasificatorio 2012, fecha 10).
- Mayor derrota encajada como visitante (en Tercera): Deportivo Anzoátegui B 5-0 Lanceros de Zamora (Promoción y Permanencia 2013, fecha 12)